# Katarína Knechtová

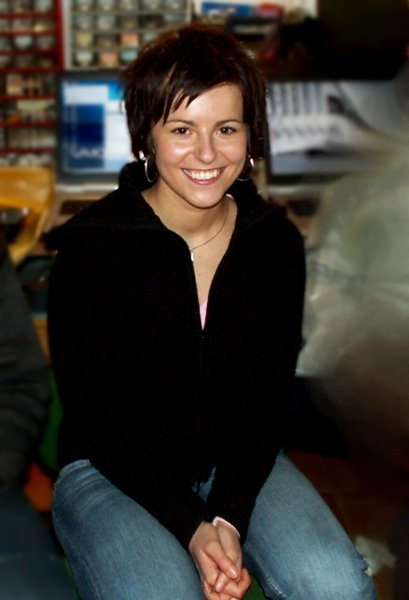
Katarína Knechtová (2007)

Katarína Knechtová (* 14. März 1981 in Prešov) ist eine slowakische Popsängerin.

## Leben
Knechtová wirkte bis 1997 als Sängerin der Prešover Popgruppe IMT Smile. Sie war Leadsängerin der Popgruppe PEHA, die 1999 mit der Auszeichnung „Entdeckung des Jahres“ der slowakischen Musikakademie gewürdigt wurde. 2001 erhielt Knechtová die slowakische Auszeichnung Aurel in der Kategorie „Beste Sängerin“, mit der sie auch 2005 gewürdigt wurde. Neben ihrer Arbeit als Sängerin ist sie auch als Komponistin, Texterin und Musikerin tätig.